# Clan Wallace
Il Clan Wallace fu un antico clan scozzese, con possedimenti ed area d'influenza nelle Lowlands.

## Storia

### Le origini
La famiglia Wallace giunse in Scozia coi normanni nell'XI secolo. Re Davide era intenzionato ad estendere i benefici dell'influenza normanna garantendo la nobilitazione a molti di questi. Tra i beneficati vi era anche Walter Fitzallan, che il re scozzese nominò suo intendente nel 1136. Una delle persone al seguito di Fitzallan era Richard Wallace di Oswestry il quale proveniva da sud, dal Galles, per migliorare la propria condizione finanziaria. Oswestry si trova sui confini scozzesi e pertanto è possibile che il nome Wallace derivi da una corruzione di "Welshman" che vuol dire appunto "uomo del Galles".
Lord Fitzallan ricevette da re Davide delle terre nell'Ayrshire e pertanto fu qui che il suo seguito con Richard Wallace pose la propria sede. Richard Wallace ottenne una propria residenza a Kyle, dove si ritiene che il nome del villaggio di Riccarton lo ricordi ancora oggi.

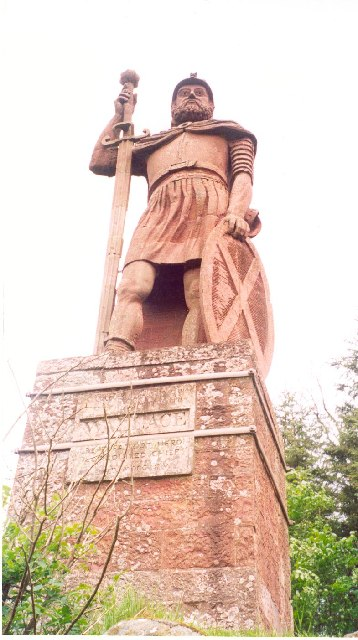
Statua di William Wallace a Dryburgh.

Mentre una tradizione vuole che sir Malcolm Wallace di Elderslie sia stato padre di tre figli, Malcolm, John e William Wallace, il sigillo di William Wallace venne riscoperto nel 1999, identificando William come il figlio di Alan Wallace di Ayrshire, il quale compare nella Ragman Roll del 1296 come "reggente della corona nell'Ayrshire". La storica Fiona Watson nel suo "Un rapporto sulle connessioni di sir William Wallace con Ayrshire", pubblicato nel marzo del 1999, riassume i primi anni della vita di William Wallace e conclude "Sir William Wallace era il figlio minore di Alan Wallace, reggente della corona nell'Ayrshire".

### Guerre per l'indipendenza scozzese
Non vi sono prove per supportare la leggenda secondo la quale William Wallace e sua madre, quando egli era ancora giovane, dovettero fuggire presso Dunipace dagli inglesi in quanto si erano rifiutati di tributare omaggio al re Edoardo I. Mentre Wallace era ancora giovane, egli divenne capo di una compagnia di patrioti che compiva razzie contro gli inglesi e che ottenne il supporto di molti nobili scozzesi nazionalisti. Il genio militare di Wallace lo rese "odiato e temuto" dallo stesso re Edoardo I d'Inghilterra.
Durante le guerre d'indipendenza scozzesi, William Wallace ed Andrew de Moray riportarono una grandiosa vittoria nella Battaglia di Stirling Bridge nel 1297. Wallace ebbe il comando delle proprie truppe anche nella Battaglia di Falkirk del 1298, ma qui venne sconfitto dagli inglesi. Sfortunatamente per gli scozzesi, Wallace venne anche catturato a Robroyston presso Glasgow e consegnato ad Edoardo da un ufficiale giudiziario scozzese fedele agli inglesi, Sir John Mentieth. Wallace venne processato e condannato per alto tradimento, nonché giustiziato per impiccagione, squartamento e smembramento a Smithfield, Londra, nel 1305.

### Le guerre confinarie
Durante i secoli che seguirono, la famiglia Wallace continuò a lasciare il segno nella storia, nella politica e nella cultura scozzese. Nel XV secolo, il generale John Wallace comandò l'esercito di Scozia contro quello inglese nella Battaglia di Sark, lasciando che personaggi come George Douglas del potente Clan Douglas aderissero alle sue armate.

### Il XVII secolo e la guerra civile
I Wallace di Cragie dai quali discende il ramo più antico della famiglia ottennero una loro residenza all'inizio del XVII secolo per matrimonio con l'unica erede di sir John Lindsay di Cragie.
Un Wallace contemporaneo, James Wallace, prestò servizio come capitano sotto il generale Robert Monro quando quest'ultimo occupò il Castello di Huntly del Clan Gordon nel 1640. Un altro Wallace contemporaneo e degno di nota fu sir Hugh Wallace, cavaliere celebrato, che levò un reggimento per Carlo I d'Inghilterra durante la rivoluzione di Oliver Cromwell.
Nel 1669 Hugh Wallace di Cragie fu uno dei rappresentanti della nobiltà scozzese ad essere creato Barone della Nova Scotia secondo lo schema di sir William Alexander di Menstreis per promuovere quella parte del Canada che era divenuta colonia scozzese.
Sempre nel XVII secolo, il matematico John Wallis che mutò il proprio cognome da "Wallace" fu il primo a scoprire il concetto d'infinito a livello matematico ed il teorema dei binomi nel 1657 nel suo lavoro Arithmetica infinitorum.

### I Wallace nel XIX secolo

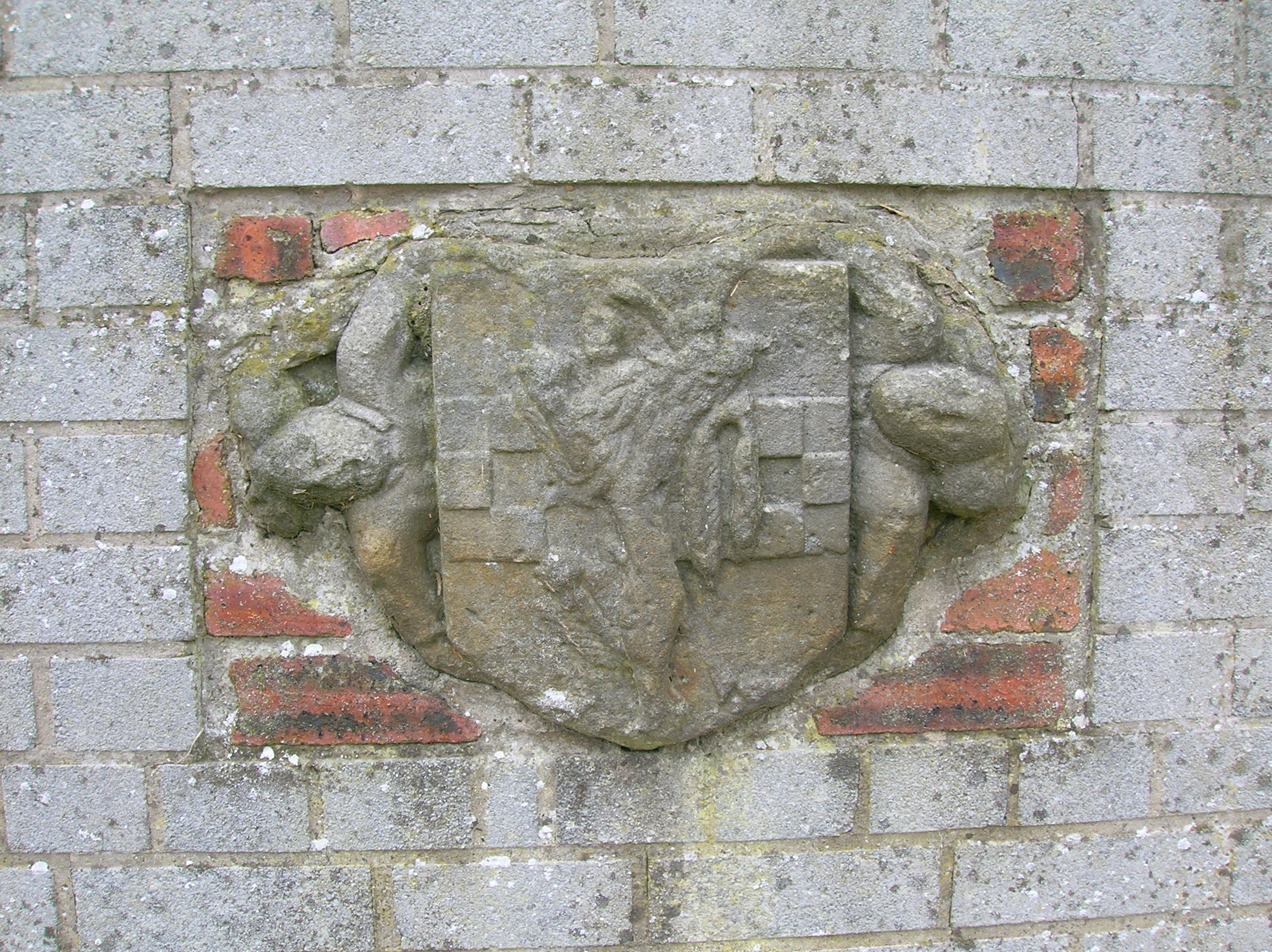
Gli stemmi congiunti dei Wallace e dei Lyndsay sul Castello di Craigie, nell'Ayrshire.

Nel XIX secolo l'eminente naturalista ed autore Alfred Russel Wallace sviluppò le sue teorie sull'evoluzione umana, basandosi sui suoi studi sulla fauna e la flora del Sud America, indipendentemente da Charles Darwin. Entrambe le teorie vennero pubblicate simultaneamente nel 1858. Thomas Wallace prestò servizio come vicepresidente del Board of Trade britannico che, nel 1821, tagliò le tasse da lungo tempo imposte sul commercio col Baltico; l'atto segnò la fine del sistema mercantile che era esistito sin dalla prima esperienza coloniale inglese. Il sociologo Graham Wallis fu uno dei capi della Fabian Society, assieme a George Bernard Shaw, un'organizzazione che promosse la pace e la democraticizzazione "della politica inglese e delle idee socialiste e collettiviste". Sir Richard Wallace fu un grande collezionista di dipinti, sculture e mobili, essenzialmente del Settecento francese. Alla sua morte la sua collezione venne donata al popolo inglese e divenne nota col nome di National Wallace Collection.

## La memoria del clan
A Stirling presso l'Abbazia di Craig si trova il Wallace Monument, costruito nel 1896 per commemorare la memoria di William Wallace e della sua figura nella storia scozzese ed inglese. Nel 1814 venne realizzata una grande statua raffigurante William Wallace presso l'Abbazia di Dryburgh. I Wallace di Craigie, di Cessnock, di Kelly e di Cairnhill sono tutti discendenti dalla famiglia originale di Riccarton nell'Ayrshire.